# Holofonía

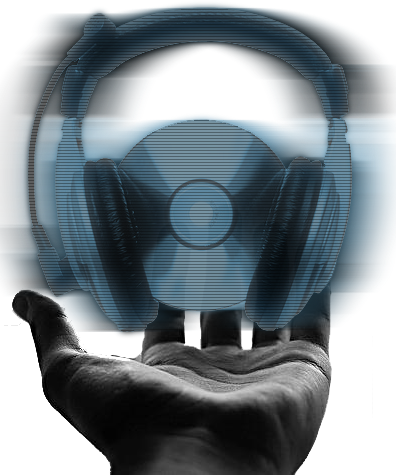
El sistema holofónico permite reproducir sonidos tridimensionales y posicionados en un ángulo de 360° para el cerebro humano.

La holofonía o sonido holofónico es una técnica de espacialización sonora creada por el argentino Hugo Zuccarelli en los años 1980. Los términos "Holophonics Tm" y "Holofonía Tm" son marca registrada de su propiedad.
La holofonía equivale en la grabación de audio a la holografía en grabación de imagen. Para lograr la percepción del oyente, Zuccarelli desarrolló un oído artificial, al principio mono, con el cual obtuvo las primeras grabaciones con percepción 3D (una cajita de fósforos era agitada por su esposa mientras él escuchaba con un solo oído y un único auricular). Cuando el efecto se perfeccionó, Zuccarelli patentó el dispositivo añadiendo un segundo oído artificial e incluyéndolo en una cabeza de muñeco, que reproduce fielmente los procesos acústicos de las cavidades otorrinolaríngeas. El primer prototipo de oído artificial fue conocido como "Ringo", debido a su parecido con el púgil argentino Oscar Ringo Bonavena. El nombre del prototipo hace alusión a la característica de emisión de parte de las orejas de Ringo (ringing in the ears), que es el fundamento de la teoría de localización espacial de Zuccarelli.
La holofonía es supuestamente el único sistema con percepción 3D que también puede escucharse en mono, dado que las relaciones de fase son nulas (invirtiendo la polaridad de un canal, el efecto no se altera). Por esa razón, al oírse mediante unos auriculares, el efecto es percibido sin que haga falta estar en el centro de la habitación, como ocurre con el uso de Qsound, un sistema binaural con cancelación de diafonía.
El 7 de febrero de 2022 se estrenó oficialmente, en el marco del Festival Internacional de Cine Documental Competitivo de Buenos Aires (FIDBA), el documental Oíd Mortales: El hombre que entendió el sonido, de Mariano Torres Negri y Pablo Abate. Este film aborda la historia personal de Zuccarelli, el desarrollo de la holofonía y su colaboración con artistas nacionales e internacionales.

## Historia
El sonido holofónico (Holophonics TM) fue desarrollado y patentado por primera vez en 1980 por el argentino Hugo Zuccarelli. Aplicando el concepto del holograma al sonido (diferencias de tiempo e intensidad entre los oídos), no podían determinar por sí solas la localización de una señal en el a todos los efectos prácticos, un sonido que llegara a los dos oídos al mismo tiempo no podría ser localizado (mono).
Otro fenómeno detectado por Zuccarelli era que sonidos percibidos en forma directa, sin haber sido grabados, podían ser localizados aun cuando se emplease un solo oído, esto sin embargo contradice la evidencia científica. Para sus detractores, que creen que no es posible tapar totalmente un oído con tapones, Zuccarelli presentó evidencia con sordos totales de un solo oído que podían localizar sin problemas los sonidos en 3D. Si bien algunos estudios han informado que las personas sordas de un oído pueden localizar fuentes de sonido en ángulo horizontal, los mecanismos subyacentes utilizados para la localización no están claros.  La nueva teoría entonces fue la única alternativa propuesta para explicar fielmente las características de la audición humana, y más aún para reproducirlas.
El primer prototipo de oído artificial holofónico "Ringo" fue usado para grabar el álbum The Final Cut de Pink Floyd, además de haberse empleado en el álbum The Pros and Cons of Hitch Hiking solista de Roger Waters y en Argentina en el trabajo De Ushuaia a La Quiaca de León Gieco.
Dado que los efectos de interferencia de las ondas de emisión del oído (emisiones otoacústicas) y las de los sonidos a escuchar son asimétricos, estas interferencias darían al cerebro los necesarios parámetros para que una localización espacial fuese completa incluso en el plano monoaural. Así se explica la localización espacial del ser humano, y la localización de las grabaciones holofónicas (Holophonics TM) cuando son oídas haciendo uso de un solo auricular. Según la conferencia de la Audio Engineering Society (AES) y la BBC, "certificable".[cita requerida]
Esta teoría nunca fue aceptada por la comunidad científica. Sólo existen escritos marginales en diarios y revistas científicas, y evidencia certificable en vídeos de programas científicos y de noticias, pero nadie hasta ahora decidió dar crédito a las teorías de Zuccarelli. Según Zuccarelli muchas de las actividades se vieron frenadas por la industria discográfica y, en especial, por los intereses creados de las multinacionales de la industria del sonido (como Dolby, DTS o Sony), que decidieron promover sistemas de sonido más costosos, que requerían más equipo electrónico y altavoces múltiples para obtener un resultado más primitivo. (Para obtener sonidos en el plano vertical algunas compañías incluso proponen altavoces en el techo).
En cambio, el sistema holofónico sólo necesita dos canales, o dos altavoces estéreo. Zuccarelli diseñó además un set de altoparlantes capaces de recrear el efecto en una habitación convencional. Vídeos de estas demostraciones, donde se puede verse a la audiencia apuntando con su dedo hacia arriba en movimientos circulares, pueden verse en el sitio de Youtube de Zuccarelli.
A pesar de existir historias relacionando a la familia Maggi (Humberto y Maurizio), no existe ninguna relación comercial ni práctica entre estos italianos y la holofonía. La patente, citada en muchos textos, no se pudo demostrar que exista.[cita requerida]

## Técnica
Grabación holofónica
El efecto se consigue con cabezas de maniquí que tratan de simular las condiciones auditivas de una cabeza humana, usando para ello unos órganos auditivos artificiales, en los que se colocan los micrófonos, donde deberían estar los oídos. De esta forma el sonido se graba de una manera aproximada a como llegaría a los oídos de una persona. Zuccarelli le agregó a su cabeza llamada Ringo una emisión de sonido interna de referencia, así los micrófonos graban la interferencia creadas entre ambos sonidos (exterior y el propio), consiguiendo la tridimensionalidad del sonido.
Según Zuccarelli la holofonía se diferencia de la técnica de Head-related transfer function (HRTF) en que esta última trata de simular mediante el procesamiento de la señal agregando retardos interaurales, y diferencias espectrales entre los dos canales, lo que la holofonía registra de manera directa:
El objetivo de cualquier otra técnica de grabación es reproducir en el entorno de escucha (a través de auriculares o altavoces) las mismas ondas sonoras mecánicas que encuentran los micrófonos en la sesión de grabación. La tecnología de grabación HOLOPHÓNICA no utiliza micrófonos tradicionales. En su lugar, se utiliza una técnica de procesamiento de sonido patentada que captura el espectro completo de información esencial que viaja desde el oído hasta el cerebro en el entorno de grabación. Durante la reproducción, esta información llegará a la corteza auditiva del cerebro del oyente y recreará la misma sensación que si escuchara el evento original. El proceso proporciona una escucha "natural" en lugar de escuchar sonidos reproducidos mecánicamente.
Parlantes holofónicos
Los parlantes holofónicos creados por Zuccarelli (Holophonic Speakers™), se caracterizan por ser de rango completo, alto nivel, unidireccionales, con onda de sonido cilíndrica y de baja distorsión. 
Al producir una onda de sonido cilíndrica uniforme que es consistente desde el piso hasta el techo, pueden ofrecer un sonido estéreo de manera uniforme en todo el recinto, independientemente de su tamaño o de la posición del oyente dentro de ella. Además, gracias a que las onda cilíndricas generan una presión sonora de baja energía, permiten escuchar sonidos o música en un volumen elevado sin efectos nocivos para los oyentes. Al eliminar las redes cruzadas y los altavoces de ondas múltiples, esta tecnología ofrece el nivel más bajo de distorsión en todo el espectro de audio. Por otra parte, otro beneficio de dicho sistema es que no producen retroalimentación de un micrófono.
El sitio de Acoustic Integrity Inc, encargado de la comercialización de los parlantes y micrófonos desarrollados por Zuccarelli, explica la diferencia entre esta tecnología y la de los altavoces convencionales:
Coherencia de fase en todo el espectro
La coherencia de fase crea un timbre más definido y texturas nítidas, incluso en el extremo inferior. Además, la fuente única para todas las frecuencias produce ataques más agudos y transitorios más dinámicos. Como resultado, los instrumentos individuales son más audibles y se aumenta la inteligibilidad del habla.
Separación estéreo
Se han introducido varios parámetros en Holophonic Speakers™ que se traducen en un incremento único en la separación estéreo:
Ondas de sonido cilíndricas
De acuerdo con las leyes de la física, las 'ondas esféricas' distribuyen la energía acústica con la ley del cuadrado inverso (RSL), que se traduce en una disminución rápida (Dradatic) de la energía cuando aumenta la distancia a la fuente y aumenta exponencialmente, a niveles peligrosos, cuando la distancia al hablante es cercana a cero. En cambio, en los Holophonic Speakers™ las ondas sonoras cilíndricas tienen una dispersión natural de forma lineal, lo que se traduce en más sonido a largas distancias y menos sonido a distancias más cortas. Así, el problema común de la retroalimentación se elimina prácticamente. Además, debido a la distribución más uniforme y homogénea del sonido, las ondas de sonido cilíndricas amplían el "punto ideal" para escuchar en estéreo más allá de cualquier otro altavoz de "punto único".
Claridad y el punto dulce
Las tecnologías convencionales ofrecen una pobre dispersión de altas frecuencias que disminuye el tamaño del punto dulce. Además, debido a la ausencia de la gran cantidad de distorsión asociada con los altavoces convencionales (con niveles de distorsión de uno a dos dígitos), los Holophonic Speakers™ pueden acentuar el efecto estéreo porque el altavoz, la caja de resonancia y la bocina generan menos "artefactos" de distorsión, distorsión cruzada, filtros de peine, etc., algunos de los cuales tienden a ser de un componente 'mono'.
Los Holophonic Speakers™ permiten que la señal sea más limpia y no producen las "impurezas mono" o "impresión" asociadas con los altavoces convencionales. La ausencia de coloración o "personalidad" de Holophonic Speakers™ lo hace adecuado para todo el espectro de música y material de bandas sonoras.
Alto nivel, baja distorsión
Es un hecho común que un altavoz convencional suele trabajar cerca de su límite práctico. Aumentar el nivel significa a veces alcanzar los límites superiores de compresión y expansión de los elementos de resorte convencionales (araña/suspensión). El resultado es un 'recorte mecánico' de la onda de sonido, diferente del 'recorte eléctrico' asociado con los amplificadores.
Los Holophonic Speakers™ ofrecen una solución a este problema al disipar todas las energías acústicas y eléctricas con superficies vibratorias que se acercan al tamaño de las longitudes de onda en el extremo más bajo, lo que se traduce en una sensibilidad más alta y por lo tanto el rango dinámico más alto. El resultado es la capacidad de tocar 'adagios' susurrantes junto con un atronador 'fortissimo'. Esto se traduce en un altavoz adecuado para música clásica, rock, jazz, hip-hop, sistemas de megafonía y sistemas de monitorización.
Permeabilidad y reverberación más bajas
En condiciones normales, los oyentes de una habitación están expuestos a los sonidos directos del altavoz más el sonido que rebota en las paredes, el suelo y el techo (reverberación). [… ] Los Holophonic Speakers™ están diseñados para producir ondas de sonido tan grandes como la sala de escucha. Como resultado, se elimina un gran porcentaje de la reverberación de la sala y se reduce drásticamente la permeabilidad de la sala.

## Aplicaciones

### Música
- Pink Floyd, "The Final Cut" Harvest/E.M.I, 7243 8 31242 2 0 (1983).[12][13][23]
- Psychic TV, "Dreams Less Sweet", Some Bizzare (1983).[24]
- Hugo Zuccarelli, "Holophonic", CBS, (1983).[25]
- Roger Waters, "The Pros and Cons of Hitchhiking", Harvest, CDP 7 46029 2 (1984).[23][14]
- Stevie Wonder,  "In Square Circle",  Tamla/Mowtown (1985).[26]
- Michael Jackson, "Bad", Epic (1985).[27] Sólo en las primeras copias: La discográfica eliminó la tecnología holofónica cuando Zuccarelli le inició acciones legales por falta de pago[28][29].
- León Gieco, "De Ushuaia a La Quiaca", Music Hall (1985).[16]
- Steve Vai, "Fire Garden", Epic (1996).[30]
- Nepal, "Manifiesto", Nems (1997).[31]

### Cine
Del mismo modo que en su aplicación en la música, el uso comercial de la holofonía no se extendió hasta que se desarrollaron los altavoces holofónicos. Sin embargo, el juego de dos altavoces diseñado por Hugo Zuccarelli no atrajo los intereses de los comerciantes de sistemas 5.1.[cita requerida]

## Controversia
Hubo cierta controversia en las afirmaciones hechas por Zuccarelli sobre su técnica de grabación. El efecto conseguido puede ser comparable a las grabaciones binaurales tradicionales que utilizan cabezas de maniquí o a través de técnicas 3D utilizando HRTF. No hay evidencia o estudios conducidos que indiquen que la técnica de grabación holofónica sea diferente o superior de los otros métodos, Zuccarelli nunca publicó su técnica ni hizo estudios independientes de los resultados. La única publicación disponible es una patente, la cual describe un típico maniquí utilizado en técnicas binaurales.
Cuando Zuccarelli presentó su teoría en la revista New Scientist en 1983, recibió dos críticas, una de ellas hecha por el descubridor de las emisiones otoacústicas, David Kemp.
Mientras que las emisiones otoacústicas existen, no hay evidencia para sostener que juegan un rol en la espacialización de sonido, ni tampoco para afirmar que hay un mecanismo de interferencia como sostiene Zuccarelli. Por el contrario, abunda la literatura que demuestra que las señales espaciales debidamente presentadas a través de síntesis de HRTF (imitación de cabezas binaurales) o de grabación binaural son adecuadas para reproducir grabaciones espaciales realistas comparables a la escucha real y comparables a las demostraciones holofónicas.